# Sere Matsumura
Sere Matsumura (japanisch 松村 晟怜 Matsumura Sere; * 3. Dezember 2003 in der Präfektur Niigata) ist ein japanischer Fußballspieler.

## Karriere
Sere Matsumura erlernte das Fußballspielen in den Jugendmannschaften des FC Yamato und des Nagaoka FC sowie in der Schulmannschaft der Teikyo Nagaoka High School. Seinen ersten Vertrag unterschrieb er am 1. Februar 2022 bei Shonan Bellmare. Der Verein aus Hiratsuka, einer Stadt in der Präfektur Kanagawa, spielte in der ersten japanischen Liga. Sein Erstligadebüt gab Sere Matsumura am 2. April 2022 (6. Spieltag) im Heimspiel gegen Sanfrecce Hiroshima. Hier wurde er in der 86. Minute für Shōta Kobayashi eingewechselt. Sanfrecce gewann das Spiel durch ein Tor von Makoto Mitsuta mit 1:0.